# Erioptera mediofusca
Erioptera mediofusca là một loài ruồi trong họ Limoniidae. Chúng phân bố ở miền Cổ bắc.